# Muhammed Karagül
Muhammed Karagül (* 1. Juni 1997) ist ein türkischer Eishockeytorwart, der seit 2024 beim Buz Beykoz SK unter Vertrag steht und mit dem Klub in der türkischen Superliga spielt.

## Karriere

### Club
Muhammed Karagül, begann seine Karriere als Eishockeyspieler beim Erzurum Büyükşehir Belediyesi SK, für den er bereits als 15-Jähriger in der türkischen Superliga debütierte. Nachdem er die Spielzeit 2014/15 mit dem Klub in der zweiten türkischen Liga verbracht hatte, spielt er für den Klub seither wieder in der Superliga. In der Spielzeit 2016/17 wurde er zum wertvollsten Spieler der Liga gewählt. 2919 wechselte er zum Buz Adamlar GSK, kehrte aber bereits nach einem Jahr nach Erzurum zurück. Nachdem er 2022/23 beim Yükselis SK unter Vertrag gestanden hatte, steht er seit 2024 im Tor des Buz Beykoz SK.

### Nationalmannschaft
Seine ersten internationalen Auftritte für die Türkei hatte Karagül bei den U18-Weltmeisterschaften der Division III 2013 und 2014, bei denen er jedoch noch nicht zum Einsatz kam. 2015 spielte er dann erstmals und wurde mit der besten Fangquote und dem geringsten Gegentorschnitt auch gleich zum besten Torhüter des Turniers gewählt. Im selben Jahr spielte er auch erstmals bei der U20-Weltmeisterschaft der Division III. Dort gehörte er auch 2016, als er aber erneut nicht zum Einsatz kam, und 2017, als er in seinem einzigen Spiel gegen Südafrika zu einem Shutout kam, zum Kader.
Karagül stand für die türkische Herren-Auswahl erstmals bei der Weltmeisterschaft 2017 in der Division II im Kasten, konnte aber den Abstieg nicht vermeiden. Bei der Weltmeisterschaft 2018 spielte er dann in der Division III und wurde mit der besten Fangquote des Turniers zum besten Spieler seiner Mannschaft gewählt. Auch 2019 und 2022 spielte er in der Division III.

## Erfolge und Auszeichnungen
- 2015 Aufstieg in die Division III, Gruppe A, bei der U18-Weltmeisterschaft der Division III, Gruppe B
- 2015 Bester Torhüter, beste Fangquote und geringster Gegentorschnitt bei der U18-Weltmeisterschaft der Division III, Gruppe B
- 2017 Aufstieg in die Division II, Gruppe B, bei der U20-Weltmeisterschaft der Division III
- 2017 Wertvollster Spieler der türkischen Superliga
- 2018 Beste Fangquote bei der Weltmeisterschaft der Division III
- 2022 Aufstieg in die Division II, Gruppe B, bei der Weltmeisterschaft der Division III, Gruppe A